# Bruno González
Bruno González Cabrera (Tenerife, 24 de mayo de 1990) es un futbolista español que juega de defensa.

## Trayectoria
Es un jugador criado en las categorías inferiores del C. D. Tenerife. En la temporada 2009-10 debutó con el C. D. Tenerife "B" en 2.ª división B, descendiendo ese mismo año a la tercera división. El 4 de junio de 2011 jugó su primer partido oficial con el primer equipo, una derrota 0-1 como visitante en el derbi ante la U. D. Las Palmas y volvió a repetirse lo sucedido un año anterior con el filial, pero esta vez con el descenso a 2.ª división B del C. D. Tenerife. Ese mismo verano, concretamente en agosto, se marchó cedido al C. D. Teruel de la 2.ªB, en una temporada muy movida y demasiado larga. En verano de 2012 regresó a Tenerife, haciéndose por fin un hueco en el primer equipo. Apareció en 38 partidos en la 2012-13, anotando un gol y los blanquiazules ascendiendo a la "categoría de plata", después de una ausencia de dos años. Anotó su primer gol como profesional el 1 de diciembre de 2013, el último de un empate 2-2 ante el Girona F. C.
La 2013-14 hizo la mejor temporada de su trayectoria jugando 38 partidos de Segunda División lo que provocó el interés de varios equipos de la máxima categoría como el Villareal C. F., Málaga C. F. y U. D. Almería aunque finalmente fichó por el Real Betis Balompié, un histórico del fútbol español y recién descendido a la 2.ª división. En su primera temporada logró el ascenso del equipo a primera división.
En el verano de 2017 firmó por el Getafe Club de Fútbol, luego de perder protagonismo en el Betis. Tras dos temporadas y media en el conjunto azulón, el 31 de enero de 2020 firmó con el Levante U. D. hasta final de temporada. El 4 de julio, el club comunicó que había llegado a un acuerdo con el jugador para rescindir su contrato.
En agosto de 2020 firmó con el Real Valladolid C. F. El 31 de agosto de 2021, a pesar de disputar 14 minutos en la primera jornada, rescindió su contrato y se unió al C. D. Leganés. Dejó el club al finalizar la campaña y, tras un tiempo sin equipo, el 14 de noviembre de 2022 firmó por el Real Sporting de Gijón para lo que quedaba de temporada con opción a una más.

## Clubes
| Club                   | País   | Año       | Part. | Goles |
| ---------------------- | ------ | --------- | ----- | ----- |
| C. D. Tenerife "B"     | España | 2009-2011 | 12    | 1     |
| C. D. Teruel (cedido)  | España | 2011-2012 | 33    | 2     |
| C. D. Tenerife         | España | 2012-2014 | 79    | 3     |
| Real Betis Balompié    | España | 2014-2017 | 85    | 3     |
| Getafe C. F.           | España | 2017-2020 | 59    | 0     |
| Levante U. D.          | España | 2020      | 6     | 0     |
| Real Valladolid C. F.  | España | 2020-2021 | 29    | 1     |
| C. D. Leganés          | España | 2021-2022 | 20    | 0     |
| Real Sporting de Gijón | España | 2022-2023 | 14    | 0     |